# شهرستان کانیاپیسکو
شهرستان کانیاپیسکو (به انگلیسی: Caniapiscau Regional County Municipality) یک منطقهٔ مسکونی در کانادا است که در کوت-نور واقع شده‌است. شهرستان کانیاپیسکو ۷۹٬۲۵۳٫۶۰ کیلومتر مربع مساحت و ۴٬۲۶۰ نفر جمعیت دارد.